# Hoholz
Hoholz ist ein Ortsteil im Stadtbezirk Beuel der Bundesstadt Bonn. Er liegt in der östlichen Spitze Bonns an der Grenze zu Sankt Augustin und Königswinter, 100 Meter über dem Rhein, am Rande des Birlinghovener Waldes und in der Nähe des Ennert im Pleiser Hügelland.

## Geschichte und Gegenwart
Erstmals als Wohnort erwähnt wurde Hoholz im Kirchenbuch der Pfarrei Stieldorf von 1686 als „am Hohenholtz“, davor 1593 in einer Grenzbeschreibung als „am hohen Holz“. Menschen lebten in Hoholz wahrscheinlich jedoch bereits vorher, denn Geologen und Archäologen entdeckten um 1903 nördlich von Schloss Birlinghoven Gräberfelder aus der älteren Eisenzeit (850 bis 450 v. Chr.).
In preußischer Zeit (ab 1815) gehörte Hoholz zunächst zur Gemeinde Vinxel und wurde mit dieser zwischen 1852 und 1865 in die Gemeinde Stieldorf eingegliedert, die verwaltungsmäßig der Bürgermeisterei Oberpleis unterstellt war. Im Zuge der kommunalen Neugliederung des Raumes Bonn wurde Hoholz am 1. August 1969 Teil der Stadt Bonn.
Heute gibt es in Hoholz eine Ladenzeile mit Gaststätte, einen städtischen Kindergarten, die Grundschule Om Berg mit Mehrzweckhalle, einen Bestatter, einen Blumenhändler, einen Friedhof und mehrere gut erhaltene Fachwerkhäuser. Zum Ortsteil gehört auch das Gut Ettenhausen.
Der Bürgerverein Hoholz wurde am 27. November 1959 gegründet. Er hat etwa 350 Mitglieder (Stand Mai 2015) und ist überparteilich sowie wirtschaftlich und konfessionell ungebunden.
Kirchlich gehört Hoholz
- seit 1970 zur katholischen Pfarrei Christ König in Holzlar, die jetzt Teil der Pfarreiengemeinschaft Am Ennert ist (zuvor zur Pfarrei Stieldorf) und
- seit dem 1. Januar 1972 zur damals gegründeten Evangelischen Kirchengemeinde Bonn-Holzlar (vorher seit dem 1. Januar 1971 zu Hangelar, davor zu Oberpleis).

## Persönlichkeiten
- Josef Schrattenholz (* 19. Oktober 1847 in Hoholz; † 22. Mai 1909 in Berlin), Musikschriftsteller, der gegen den Antisemitismus eintrat